# La Ilusión, Chilón
La Ilusión är en ort i Mexiko.   Den ligger i kommunen Chilón och delstaten Chiapas, i den sydöstra delen av landet, 800 km öster om huvudstaden Mexico City. La Ilusión ligger 1 312 meter över havet och antalet invånare är 112.
Terrängen runt La Ilusión är kuperad åt sydost, men åt nordväst är den bergig. Runt La Ilusión är det ganska tätbefolkat, med 54 invånare per kvadratkilometer. Närmaste större samhälle är Yajalón, 5,8 km norr om La Ilusión. I omgivningarna runt La Ilusión växer i huvudsak städsegrön lövskog.